# 軍務車
軍務車（ぐんむしゃ）は、太平洋戦争後の連合国軍占領時代に存在した、日本国有鉄道（国鉄）客車の車種の一つ。特別軍用客車に用いられる特殊形式。用途記号は「ミリタリー」の頭文字ミ。ただし車両称号規程に正式に存在するものではなく、1946年6月14日運輸公報達第327号で、運輸大臣名で「連合軍用のラジオ車、通信車、事務車、酒保車等特殊目的の客車に対して当分の間、名称「軍務車」記号「ミ」を使用する」とされ、この当分の間が1950年代後半まで続いた。すべて改造車である。

## スハ32系に属するもの
スハ32系に属するものは、次のとおりである。車両の詳細は、各系列の項目に譲る。
→のあるものは1949年6月11日の車両換算法改正で、重量記号が変更されたもの。左が以前、右が以後。→のないものはその改正を受けなかったもの。×→ の右はその改正以後に改造されたもの。形式名後の + は他系列にも同形式があるもの。
- スミ30形→オミ30形（ラジオ車）
- スミ31形→オミ31形（ラジオ車）
- スミ32形（軍務車）
- スミ33形→オミ33形（衛生車）
- スミ34形→オミ34形 （特別車）+
- オミ35形（酒保車・販売車）+
- スミ40形（酒保車・販売車）
- スミ41形（酒保車・販売車）
- オミ42形（酒保車・販売車）
- オミ43形（雑務車）
- スミ43形（ラジオ車）
- スミ44形→オミ44形（特別車）
- ×→オミ45形（衛生車）+
- スミ45形（衛生車）

## オハ35系に属するもの
オハ35系に属するものは、次のとおりである。形式名後の + は他系列にも同形式があるもの。
- オミ34形（クラブ車） +
- オミ35形（酒保車）+
- スミ36形（酒保車）
- オミ45形（衛生車） +
- オミ46形（酒保車）

## 鋼製雑形に属するもの
鋼製雑形客車に属するものは次の通りである。形式変更が激しいため、下記の要領で記述する。
1. 形式変更履歴は左から右へ進む。（）内は一時的形式。
2. ／のあるものは1948年12月9日の改番[注釈 7]で変更されたもの。
3. →のあるものは1949年の車両換算法改正で、重量記号が変更されたもの。
4. …のあるものは1953年6月1日の改正で変更されたもの。
5. 〈〉内は改造種車の形式。

- ホミ80形／ホミ800形…ホミ1800形 〈ワキ1〉 - 部隊料理車 (Troop Mess Car)
- ホミ81形／ホミ810形…ホミ1810形 〈ワキ1〉 - 荷物車 (Baggage Car)
- ホミ81形／ホミ815形…ホミ1820形 〈ワキ1〉 - 販売車 (Commissary Car)
- （ホミ41形）ホミ82形／ホミ820形→ナミ820形…ナミ1830形 〈ワキ700〉 - 衛生車 (Laboratory Car)
  - ナミ1830は旧海軍省の所有で、国鉄が買い取るまで、継承した大蔵省私有車の扱いであったため、1958年度までワキに戻すのが遅れて最後に残った軍務車であった[2]。同年10月1日の配置表では品川区に所属。
- ホミ83形／ホミ825形→ナミ825形 〈ワキ700〉 - 酒保車 (P.X. Car)
- ホミ83形／ホミ830形→ナミ830形…ナミ1840形 〈ワキ1〉 - 荷物車
- ホミ84形／ホミ840形…ホミ1840形 〈ワキ1〉 - 酒保車
- ホミ85形／ホミ845形 〈ワキ1〉 - 酒保車
- ホミ86形／ホミ850形 〈ワキ1〉 - 酒保車
- ナミ870形…ナミ1870形 〈ワキ1〉 - 酒保車（電源・冷蔵車）
- ナミ880形…ナミ1880形 〈ワキ1〉 - 酒保車（電源・冷蔵車）